# Giáo đường Do Thái lớn (Katowice)
Giáo đường Do Thái lớn là giáo đường lớn nhất ở Katowice (Kattowitz), Ba Lan, sau đó là Đức. Nó được xây dựng vào năm 1900, được thiết kế bởi Max Grünfeld. Giáo đường đã bị Đức quốc xã đốt cháy ngày 4 tháng 9 năm 1939.

## Lịch sử
Kế hoạch xây dựng một giáo đường mới ở Katowice nảy sinh vào khoảng năm 1890, khi Giáo đường cũ (Katowice) trở nên quá nhỏ đối với những người thờ cúng địa phương. Việc xây dựng bắt đầu vào năm 1896, và kiến trúc sư phụ trách là Max Grünfeld, con trai của Ignatz Grünfeld, người đã thiết kế giáo đường cũ. Việc xây dựng được hoàn thành vào năm 1900 và giáo đường được khai trương vào ngày 12 tháng 10 năm 1900.
Giáo đường được Đức quốc xã đốt cháy vào ngày 5 tháng 9 năm 1939, một ngày sau khi họ giành quyền kiểm soát thành phố trong cuộc xâm lược Ba Lan (1939). Sau chiến tranh, một số ít người Do Thái sống sót sau Holocaust không thể thu thập đủ vật liệu và kinh phí để xây dựng lại giáo đường. Ngày nay, nơi tòa nhà này từng đứng là một quảng trường (Quảng trường Giáo đường Do Thái). Vào năm 1988, một tượng đài đã được xây dựng tại quảng trường, dành riêng cho cư dân Do Thái của thành phố đã thiệt mạng trong Thế chiến thứ hai. 

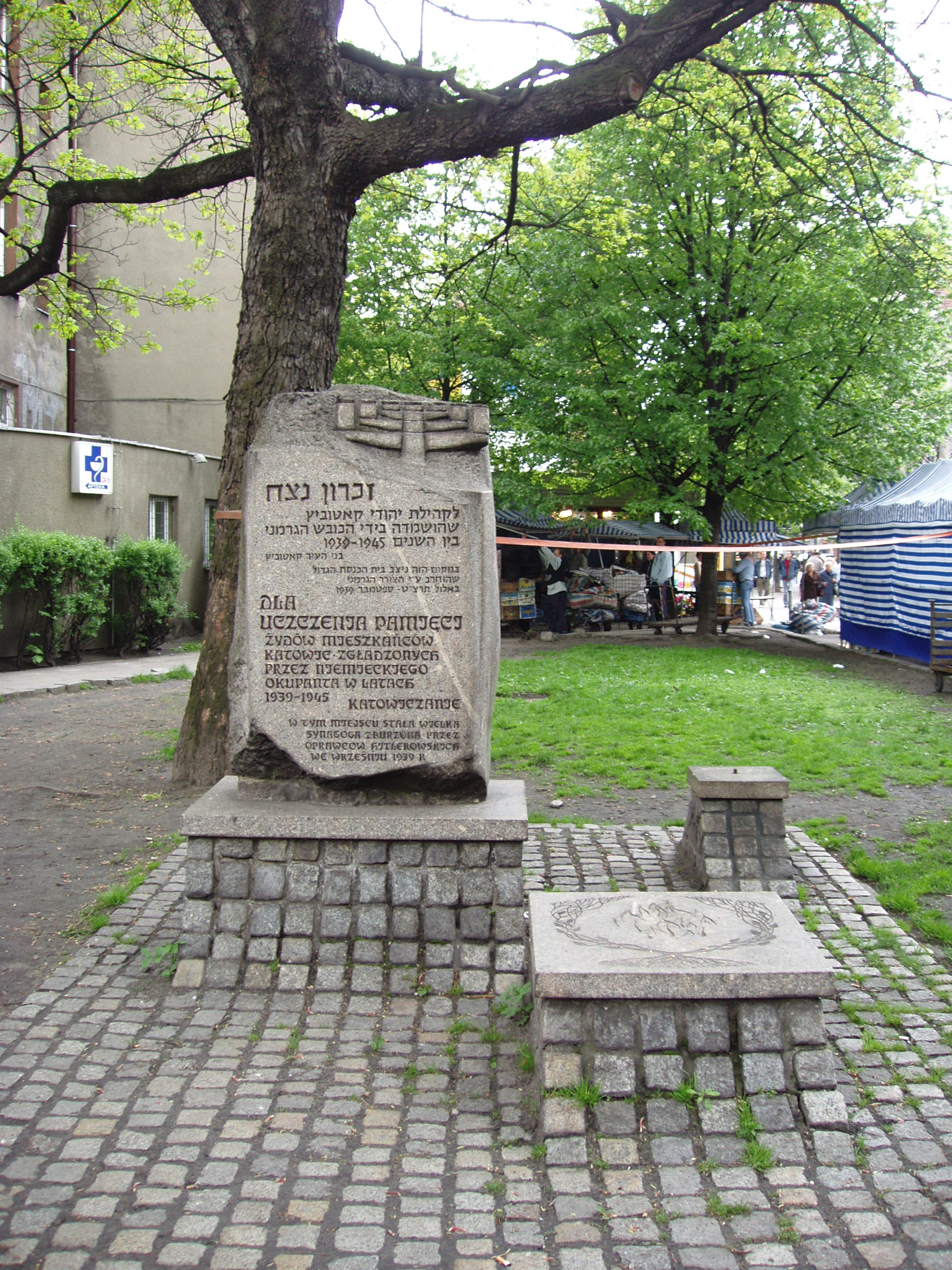
Tượng đài tại Quảng trường Giáo đường Do Thái; Katowice.

## Thiết kế
Giáo đường làm bằng gạch gạch được thiết kế trên cơ sở một hình chữ nhật được cải tạo theo phong cách pha trộn Tân Gothic với Tân Phục hưng, chủ nghĩa chiết trung và phong cách Mauretian; tương tự như phong cách của các giáo đường Do Thái giáo cải cách ở Đức đương đại.
Giáo đường có một mái vòm lớn với một vìm chéo trên buồng cầu nguyện chính trước một sảnh lớn có văn phòng và phòng hôn nhân. Khoang chính được đặt trên đỉnh với một chiếc đèn lồng. Các yếu tố đặc điểm khác bao gồm cửa sổ lớn trang trí và tháp nhỏ.
Khoang chính có thể chứa 1120 người; 670 nam và 450 nữ.